# Aircraft Engineering Corp

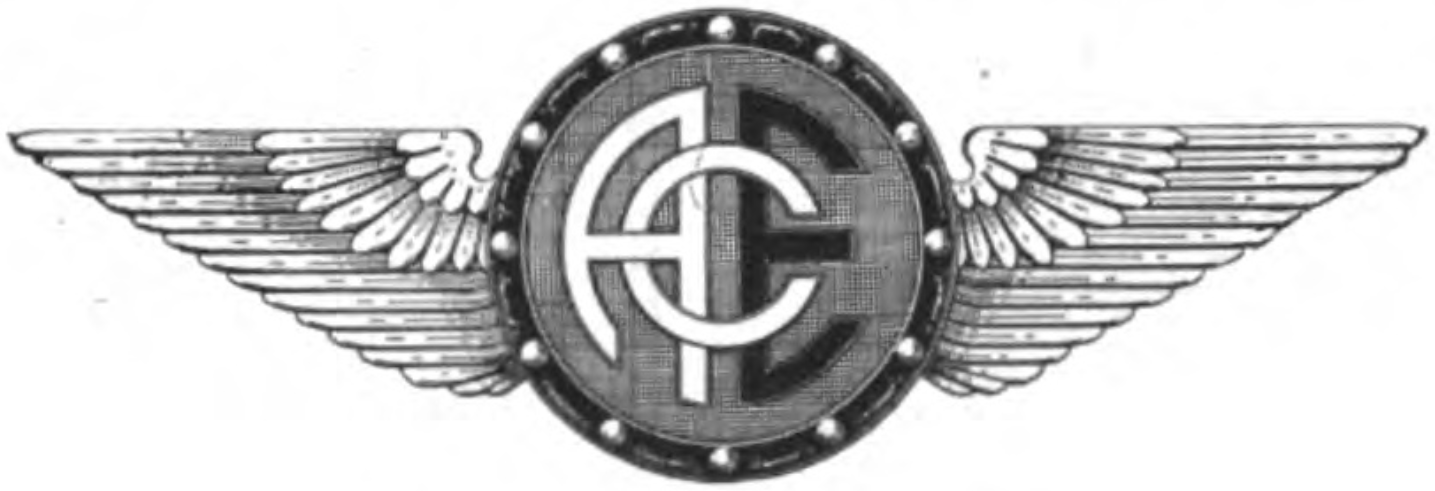
Logo de l'Aircraft Engineering Corporation.

En 1919 Alexander Klemin, professeur en construction aéronautique de l’Université de New York, et N.W. Dalton, dessinèrent un biplan monoplace qui fut construit sur l’aérodrome bordant alors Central Park, ACE Flying Field. D’où sa désignation, ACE K-1 Biplane. Aircraft Engineering Corp fut constitué en 1919 au 535 E 79 Street, New York, pour commercialiser l’appareil. En 1921 les droits de production furent achetés par Horace Keane, dont les bureaux étaient situés 280 Madison Avenue et l’atelier à North Beach, dans l'État de Long Island, mais qui ne semble pas avoir poursuivi la production.

Curieusement, deux appareils similaires, désignés Ace 200 et Ace 300, firent leur apparition sur le registre américain en 1931, construits par Aircraft Engineering, 5400 Telegraph Avenue, Oakland, Californie.